# Nafiu Osagie
Nafiu Osagie (Nafiu Belo Osagie; * 1. April 1933 in Benin City; † 19. Februar 2019 in Nigeria) ist ein ehemaliger nigerianischer Hochspringer.
Bei den Olympischen Spielen 1952 in Helsinki kam er auf den 18. Platz.
1954 gewann er bei den British Empire and Commonwealth Games in Vancouver Bronze mit seiner persönlichen Bestleistung von 1,99 m.